# Маку
Маку (перс. ماکو‎, азерб. Maku, курд. Mako, вір. Մակու) — місто в північно-західній частині остана Західний Азербайджан в Ірані.
Розташований за 22 км від кордону з Туреччиною в гірській ущелині на висоті 1634 м над рівнем моря. Протікає річка Зангмар. Згідно перепису 2006 року, населення міста складає 41 865 чоловік. Основне населення мста за національністю азербайджанці, також проживають курди.

## Історія
В давні часи район Маку був частиною Урарту, пізніше увійшов до складу Мідіі (так званої, Малої), що складає центральну частину сатрапії Вірменія, потім входив до складу  Вірменського царства.
Існує дві версії походження назви міста. від перського Madkuh, що значить Мідійська гора чи від вірменької Maki.
Маку був столицею Кенгерлинського ханства, одного з численних, напівнезалежних ханств, які виникли після розпаду Сефевидської  держави в XVII столітті.
Місто добре відоме в історії однієї з молодих релігій, Бахаї. В серединіі ХІХ століття в Маку був засланий засновник цієї релгії, Баб.
На території міста багато мальовничих місць, майже всі вони пов'язані з горою, що стоїть поруч. Також в Маку приїздить багато туристів, більшість з них представники віри Бахаї. Всі ці люди хочуть приїхати і подивитися де жив і відбував покарання її засновник .
Місто побудоване в долині, посередині якої протікає річка Зангмар.

## Історичні пам'ятки
- «Кам'яний склеп Фархад» — розташований за 7 км на південь від міста. Цей кам'яний склеп належить епосу Урарту (IX ст до н. е)., був занесений до списку національних пам'ятників Ірану в 1968 р.
- Палац Багчаджук — біля с. Багчаджук за 6 км від Маку, датується кінцем епохи Каджара (початок XX ст.)
- Стара церква, у якої є декілька назв: «Сурб Тадеус», «Святий Фадей», «Чорна церква»
- Міст «П'ять джерел», розташований в трьох кілометрах на схід від Маку.[3]